# Haselgrund bei Schwarzenhasel
Der Haselgrund bei Schwarzenhasel ist ein Auenbereich im hessischen Landkreis Hersfeld-Rotenburg. Die feuchten Wiesen sowie die Schilfröhrichte und Seggenriede im Haselgrund bieten seltenen Pflanzen- und Tierarten Lebensraum. Um das Gebiet zu schützen und durch Extensivierung und Renaturierung zu verbessern, wurde es im Dezember 1991 als Naturschutzgebiet ausgewiesen.

## Lage
Das Naturschutzgebiet liegt südlich von Schwarzenhasel und nördlich von Lispenhausen, Ortsteile der Stadt Rotenburg an der Fulda im Landkreis Hersfeld-Rotenburg. Es wird im Westen von der Landesstraße 3226 begrenzt. Im Osten bildet ein Rad- und Wanderweg und das Anwesen der Riedelsmühle die Grenze. Der Name der früheren Mahl- und Schrotmühle, die auch Obere Mühle genannt wird, lässt vermuten, dass dieser Bereich früher versumpft und ein mit Röhricht  bewachsenes Gelände gewesen war.
Die Aue wird von der Hasel, einem rund 12 km langen Bach, durchflossen. Sie entspringt westlich des Mosenbergs im Stölzinger Gebirge und mündet rechtsseitig bei Lispenhausen in die Fulda.
In der naturräumlichen Gliederung Deutschlands, die auf der Geografischen Landesaufnahme des Instituts für Landeskunde Bad Godesberg basiert, wird das Naturschutzgebiet dem Haselbach-Bebra-Bergland (357.40) im Stölzinger Gebirge (357.4) zugeordnet. Nach Süden geht der Bereich in das Bebraer Becken (357.11) des Bebra-Melsunger Fuldatals (357.1) über. Sie sind Einheiten des Fulda-Werra-Berglands (357) innerhalb der Haupteinheitengruppe des „Osthessischen Berglands“ (35).

## Natur
In dem Talbereich der Aue tritt Grundwasser, zum Teil als artesischer Brunnen, zutage. Den Wasseraustritt verursachen die im Untergrund lagernden wassersperrenden Tonschichten. Das Wasser hat niedrige Temperaturen und einen hohen Eisen- und Mineralsalzgehalt. In früheren Zeiten wurde die gesamte Aue als Grünland genutzt. Seit Ende des 19. Jahrhunderts hatte man das Gebiet mit einer Begradigung der Hasel und der Befestigung ihrer Ufer mit Steinen, dem Verfüllen der Feucht- und Nasswiesen und Dränagen in fast allen Bereichen stark verändert. Später wurden noch Fischteiche und eine Weihnachtsbaumkultur im Haselgrund angelegt.

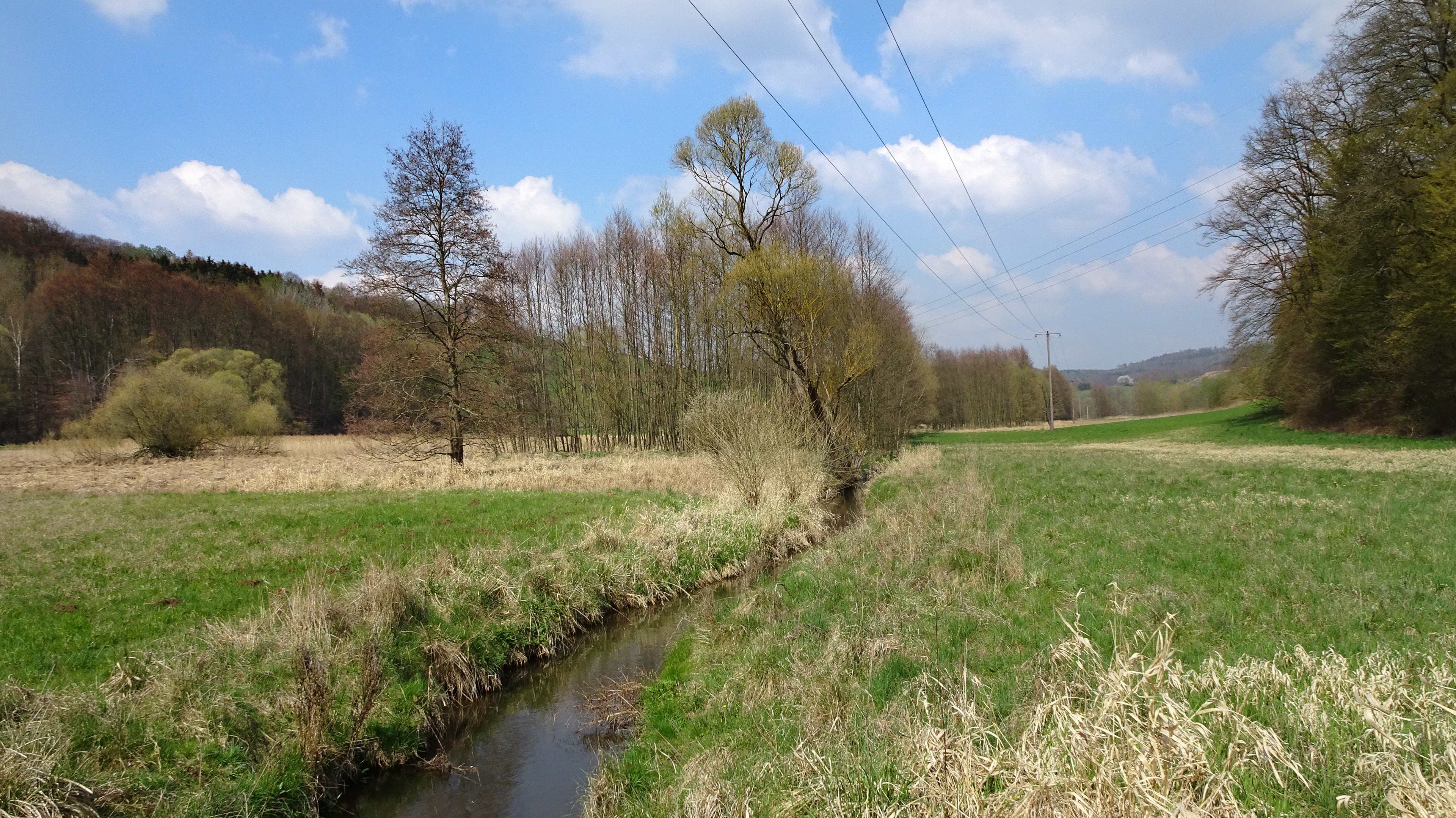
Der Haselbach im Schutzgebiet.

Um die Aue zu regenerieren, folgten in mehreren Abschnitten verschiedene Maßnahmen: Ein kleines Stillgewässer wurde an der Stelle angelegt, wo Erdablagerungen Quellbereiche verschüttet hatten. Der Haselbach wurde teilweise mit mäandrierendem Lauf renaturiert. Auf ehemaligem Grünland, das brach gefallen war, da es mit den heutigen Maschinen nicht mehr befahren werden konnte, ließ man die Bildung von Schilfbeständen zu.
In dem Schutzgebiet gehören Vögel wie die Rohrammer zu den charakteristischen Arten. Ihre Lebensräume sind Röhrichte und Seggenriede. Die Hochstauden, Brachen und Gehölzgruppen bevorzugen der unregelmäßig brütende Feld- und der noch seltener zu hörende Schlagschwirl. Nachweise vom Wachtelkönig, der in genutzten und brachgefallenen Wiesen sein Nest baute, sind schon älter. Am gestalteten Weiher brüten Teichhuhn, Wasserralle und Stockente. Bemerkenswerte regelmäßige Nahrungsgäste sind Graureiher, Krickente, Rot- und Schwarzmilan, Bekassine, Eisvogel und Neuntöter.
Amphibien wie Grasfrosch, Grünfrosch, Erdkröte und Kammmolch finden im Weiher und an den Quellen geeignete Laichplätze. Insekten, wie die 15 nachgewiesenen Libellenarten, bevorzugen den Weiher zur Eiablage. Auch die Ringelnatter lebt hier.
Eine Bestandsaufnahme der Pflanzen Ende der 1980er Jahre erbrachte den Nachweis von 126 Arten im Gebiet. Als bedeutsam angesehen wurde das Vorkommen des gefährdeten Sumpf-Dreizacks, der auf gemähte feuchte Wiesen angewiesen ist, da er in Brachen nicht überdauern kann. Auch die flächigen Bestände der Sumpfdotterblume und der auf nassen Bereichen mit Sickerquellen üppig wachsende Gewöhnliche Pestwurz kommen in der Region nicht mehr häufig vor. Die Sumpfdotterblumenwiesen mit eingestreuten Seggenrieden haben sich auf extensiv genutzten Flächen im Norden entwickelt. Hier befindet sich eine größere Population der Sumpfheuschrecke die brachgefallene Feuchtwiesen meidet.

## Unterschutzstellung
Mit Verordnung vom 11. Dezember 1991 des Regierungspräsidiums in Kassel wurden 23,2 Hektar der Haselaue südlich von Schwarzenhasel zum Naturschutzgebiet erklärt. Zweck der Unterschutzstellung war: „die teilweise feuchten Auewiesen, Schilf- und Seggenbestände als Lebensraum für seltene Pflanzen- und Tierarten zu erhalten und das Gebiet durch Extensivierung und Renaturierung zu verbessern“. Über die Musterverordnung hinaus blieben mit Einschränkungen unter anderem die extensive Nutzung der Grünlandflächen, die Ausübung der Einzeljagd auf Haarwild in der Zeit vom 16. Juli bis 28. Februar sowie die erforderlichen Unterhaltungsmaßnahmen an den vorhandenen Stromfreileitungen und der Trinkwassergewinnungsanlage von den Verboten ausgenommen. Das Naturschutzgebiet hat die nationale Kennung 1632020 und den WDPA-Code 163541.

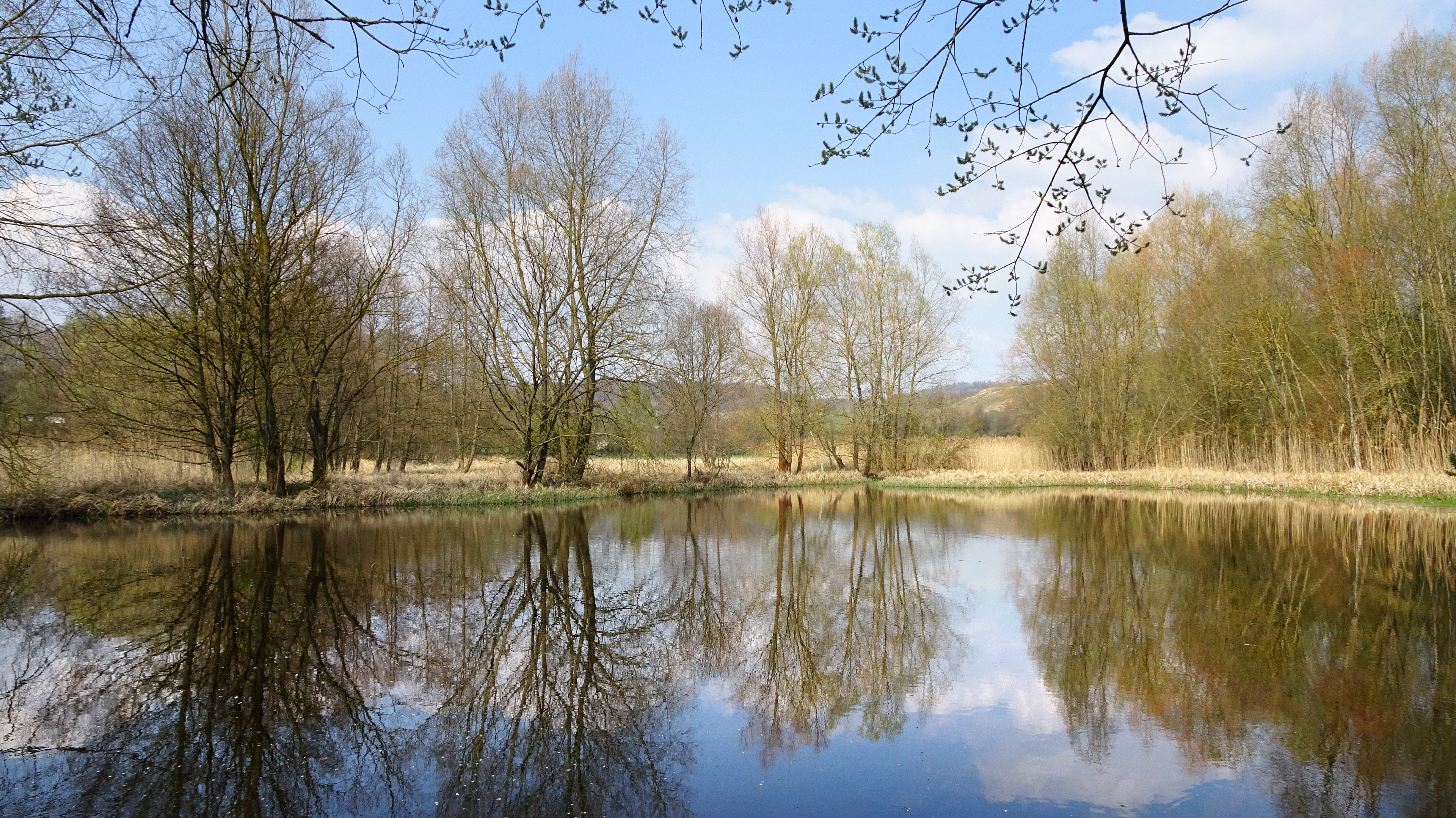
Der neuangelegte Weiher.
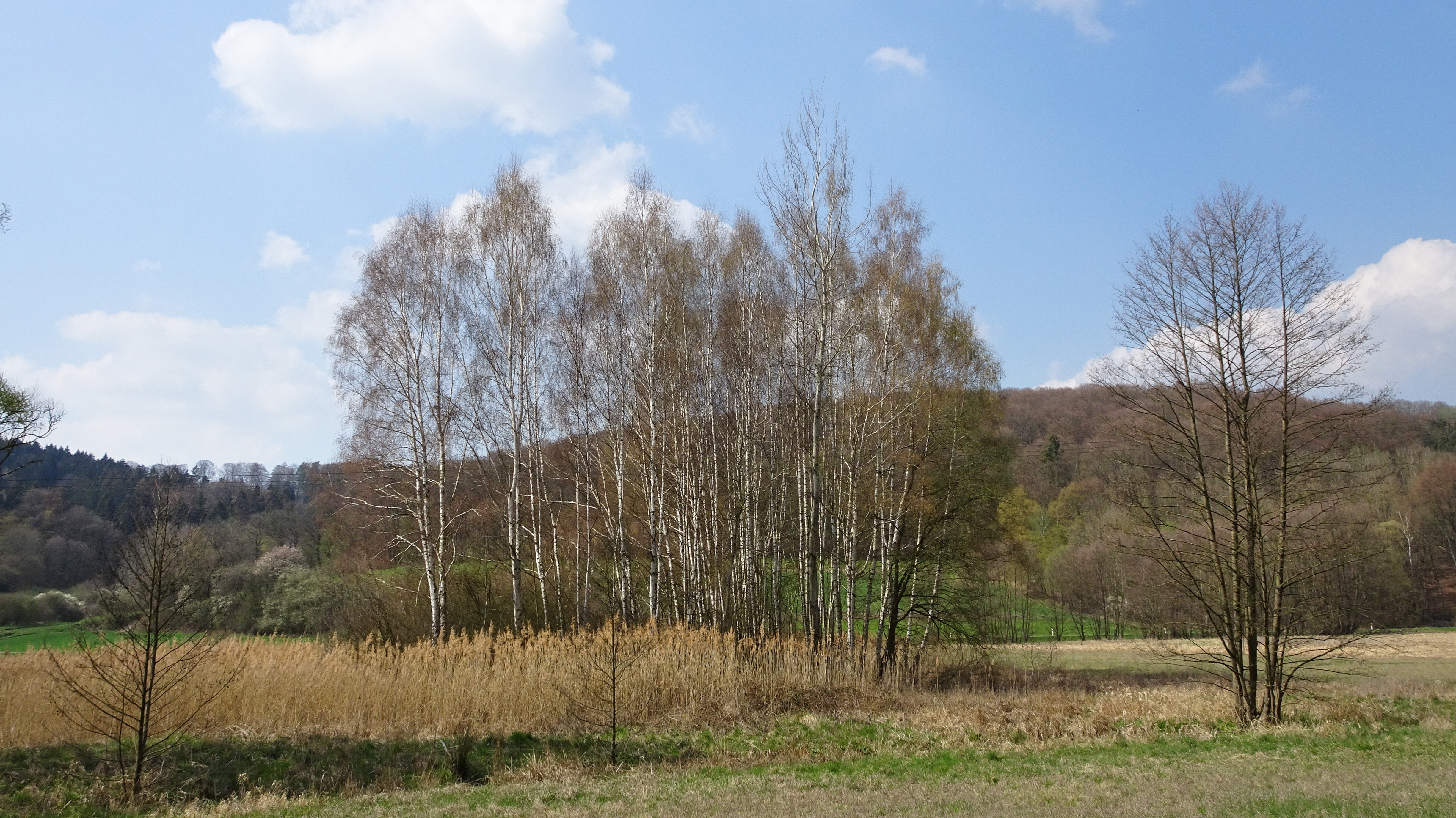
Partie im unteren Haselgrund.

## Besucherhinweis
Das Schutzgebiet ist von der Landesstraße 3226 im Westen und vom Rad- und Wanderweg auf der anderen Seite gut einzusehen. Auf diesem Weg führt auch der Hessische Radfernweg R5 von Willingen bis Wanfried entlang.